# Simon Ammann
Simon Ammann (Grabs, 25 juni 1981) is een internationaal gelouterd schansspringer uit Zwitserland.

## Carrière
Amman won in 2002 twee gouden medailles bij de Winterspelen van Salt Lake City. Op beide schansen streek hij het individuele goud op. Voorafgaand aan deze Olympische Spelen had hij nog nooit een podiumplaats in een wereldbekerwedstrijd behaald en ook na afloop van de Spelen zou hij enkele jaren nauwelijks meer tot noemenswaardige prestaties komen. De dubbelslag leverde hem in eigen land de uitverkiezing op van Zwitsers Sportman van het Jaar 2002.
In het seizoen 2006/2007 kwam de volledige doorbraak met goede resultaten in de wereldbeker en met als hoogtepunt het wereldkampioenschap op de grote en een tweede plaats op de kleine schans in Sapporo. Het seizoen 2008/2009 was wat betreft de wereldbeker zijn beste seizoen. Hij won vijf van de eerste acht wedstrijden van het seizoen, waaronder de eerste wedstrijd van het Vierschansentoernooi. Hij eindigde op de tweede plaats in de eindstand om de wereldbeker.
Een seizoen later draaide hij opnieuw mee in de top van de wereldbeker. Zijn goede vorm kon hij verzilveren met opnieuw goud op de normale en grote schans bij de Olympische Winterspelen van Vancouver.

## Belangrijkste resultaten

### Olympische Winterspelen
| jaar + plaats       | Individueel normale schans | Individueel grote schans | Landenwedstrijd |
| ------------------- | -------------------------- | ------------------------ | --------------- |
| 1998 Nagano         | 35e                        | 39e                      | 6e              |
| 2002 Salt Lake City | Goud                       | Goud                     | 7e              |
| 2006 Turijn         | 38e                        | 15e                      | 7e              |
| 2010 Vancouver      | Goud                       | Goud                     | -               |
| 2014 Sotsji         | 17e                        | 23e                      | -               |
| 2018 Pyeongchang    | 11e                        | 13e                      | -               |

### Wereldkampioenschappen schansspringen
| Jaar | Plaats        | Resultaten                                                            |
| ---- | ------------- | --------------------------------------------------------------------- |
| 1999 | Ramsau        | 26e normale schans                                                    |
| 2003 | Val di Fiemme | 10e K95 17e K120 9e landenwedstrijd K120                              |
| 2005 | Oberstdorf    | 44e HS100 27e HS137 8e landenwedstrijd HS100 7e landenwedstrijd HS137 |
| 2007 | Sapporo       | HS134 · HS100 · 7e landenwedstrijd HS134                              |
| 2009 | Liberec       | HS100 · 8e HS134                                                      |
| 2011 | Oslo          | 4e HS106 · HS134 · 10e landenwedstrijd HS106                          |
| 2013 | Val di Fiemme | 16e HS106 7e HS134 10e landenwedstrijd HS134                          |
| 2015 | Falun         | 16e HS100 23e HS134 10e Team HS134                                    |
| 2017 | Lahti         | 21e HS100 14e HS130 10e Team HS130                                    |

### Wereldkampioenschappen skivliegen
| Jaar | Plaats                   | Resultaten                                   |
| ---- | ------------------------ | -------------------------------------------- |
| 2002 | Harrachov                | 5e individuele wedstrijd                     |
| 2004 | Planica                  | 14e individuele wedstrijd                    |
| 2006 | Kulm                     | 23e individuele wedstrijd 6e landenwedstrijd |
| 2008 | Oberstdorf               | 8e individuele wedstrijd 9e landenwedstrijd  |
| 2010 | Planica                  | individuele wedstrijd                        |
| 2012 | Vikersund                | 14e individuele wedstrijd                    |
| 2014 | Harrachov                | 16e individuele wedstrijd                    |
| 2016 | Tauplitz/Bad Mitterndorf | 16e individuele wedstrijd                    |
| 2018 | Oberstdorf               | 12e individuele wedstrijd 6e landenwedstrijd |

### Wereldbeker
Eindklasseringen
| Seizoen   | Algm   | SV    | 4S     | NT    |
| --------- | ------ | ----- | ------ | ----- |
| 1997/1998 | 70e    | -     | 48e    | -     |
| 1998/1999 | -      | -     | 62e    | -     |
| 1999/2000 | 45e    | -     | 70e    | -     |
| 2001/2002 | 7e     | -     | 6e     | 4e    |
| 2002/2003 | 28e    | -     | 24e    | 13e   |
| 2003/2004 | 13e    | -     | 14e    | Brons |
| 2004/2005 | 23e    | -     | 37e    | 27e   |
| 2005/2006 | 17e    | -     | 13e    | 21e   |
| 2006/2007 | Brons  | -     | Brons  | Brons |
| 2007/2008 | 9e     | -     | 15e    | 20e   |
| 2008/2009 | Zilver | Brons | Zilver | Brons |
| 2009/2010 | Goud   | Brons | 5e     | Goud  |
| 2010/2011 | Zilver | 5e    | Zilver |       |
| 2011/2012 | 11e    | Brons | 19e    |       |
| 2012/2013 | 14e    | 10e   | 27e    |       |
| 2013/2014 | 7e     | 4e    | Brons  |       |
| 2014/2015 | 11e    | -     | 17e    |       |
| 2015/2016 | 15e    | 15e   | 11e    |       |
| 2016/2017 | 29e    | 24e   | 44e    |       |
| 2017/2018 | 19e    | 11    | 29e    |       |

Wereldbekerzeges
| Datum            | Plaats                 | Schans      |
| Individueel      | Individueel            | Individueel |
| ---------------- | ---------------------- | ----------- |
| 17 maart 2002    | Oslo                   | K115        |
| 2 december 2006  | Lillehammer            | HS138       |
| 18 maart 2007    | Oslo                   | HS128       |
| 29 november 2008 | Kuusamo                | HS142       |
| 7 december 2008  | Trondheim              | HS131       |
| 13 december 2008 | Pragelato              | HS140       |
| 20 december 2008 | Engelberg              | HS137       |
| 29 december 2008 | Oberstdorf             | HS137       |
| 6 december 2009  | Lillehammer            | HS138       |
| 18 december 2009 | Engelberg              | HS137       |
| 20 december 2009 | Engelberg              | HS137       |
| 17 januari 2010  | Sapporo                | HS134       |
| 3 februari 2010  | Klingenthal            | HS140       |
| 7 maart 2010     | Lahti                  | HS130       |
| 9 maart 2010     | Kuopio                 | HS127       |
| 12 maart 2010    | Lillehammer            | HS138       |
| 14 maart 2010    | Oslo                   | HS128       |
| 1 januari 2011   | Garmisch-Partenkirchen | HS140       |
| 22 januari 2011  | Zakopane               | HS134       |
| 13 maart 2011    | Lahti                  | HS130       |
| 29 december 2013 | Oberstdorf             | HS137       |
| 28 november 2014 | Kuusamo                | HS142       |
| 29 november 2014 | Kuusamo                | HS142       |